# Freida Pinto
Pour les articles homonymes, voir Pinto.
Freida Pinto est une actrice indienne, née le 18 octobre 1984 à Bombay.
Elle a remporté avec ses partenaires le Screen Actors Guild Award de la meilleure interprétation d'ensemble ainsi qu'une nomination au BAFTA de la meilleure actrice dans un second rôle grâce à son premier film Slumdog Millionaire (2008).

## Biographie

### Enfance et formation
Sa mère, Sylvia Pinto, est principale de l'école St. John's Universal à Goregaon, dans la banlieue de Bombay, et son père, Frederick Pinto, est directeur d'une succursale de la Bank of Baroda. Sa famille appartient à la communauté catholique de Mangalore (les Mangalorean Catholics ou Catholiques mangaloréens), qui descend de convertis au catholicisme par les missionnaires portugais. Freida Pinto est diplômée du collège Saint Xavier de Bombay.
Sa sœur aînée, Sharon Pinto, est une productrice associée de la chaîne d'information NDTV.
Parmi ses inspirations, elle cite Jack Nicholson, Johnny Depp ainsi que Marilyn Monroe et Nicole Kidman[réf. nécessaire].

### Débuts d'actrice et révélation (2008-2010)

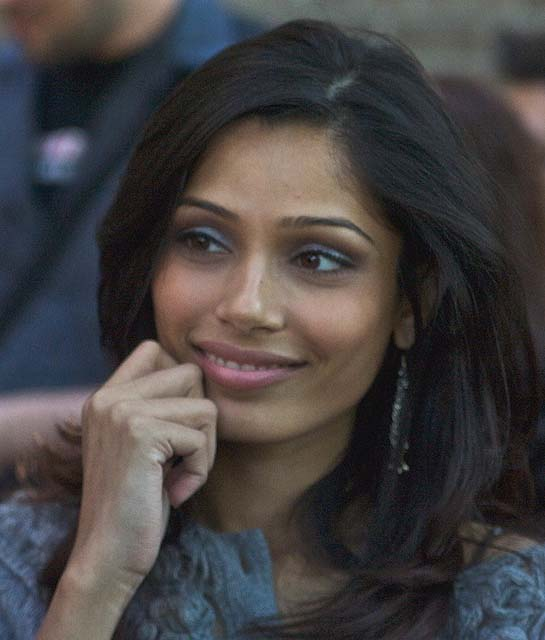
L'actrice au Festival international du film de Toronto 2008, pour la première de Slumdog Millionaire.

Freida Pinto commence sa carrière en participant à plusieurs émissions de télévision, et en apparaissant sur des campagnes de publicités pour les chewing-gum Wrigley, la marque automobile Škoda, le fabricant de meubles Hutch, la compagnie de téléphone Airtel et le diamantaire De Beers.
Elle est ainsi mannequin depuis deux ans quand elle rencontre Danny Boyle qui lui confie le premier rôle féminin de son prochain long-métrage, Slumdog Millionaire, et ce au terme d'un long processus de sélection d'environ six mois. Cette première expérience cinématographique est notamment saluée par une nomination dans la catégorie « meilleure actrice dans un second rôle » aux BAFTA Awards 2009 (considéré comme les Oscars britanniques) et le Guild Awards qu'elle partage avec l'ensemble du casting. Elle est également nommée pour le titre de Meilleure actrice lors de cérémonies populaires comme les Teen Choice Awards et les MTV Movie & TV Awards. 
Ce succès met en avant d'abord son image, lui permettant de décrocher plusieurs contrats. Alors que des rumeurs annonçaient sa prochaine signature avec la marque de cosmétiques Estée Lauder, Pinto annonce en mai 2009 que c'est L'Oréal qu'elle représentera désormais, pour les publicités de la gamme de rouge à lèvres et soins de cheveux.
Elle auditionne pour être la James Bond girl de Quantum of Solace mais le rôle est finalement attribué à Olga Kurylenko.

### Confirmation en demi-teinte (2011-2016)

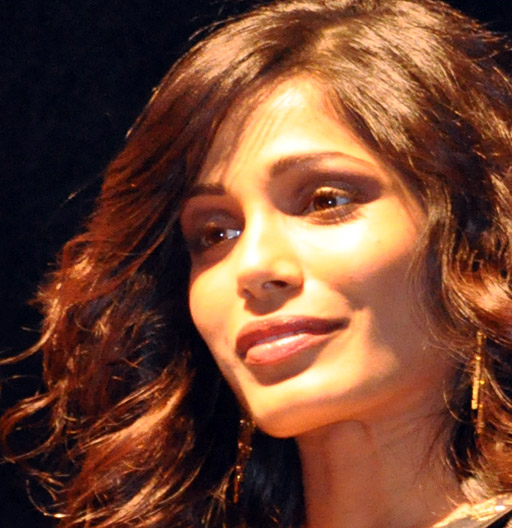
Puis au Festival international du film de Toronto 2010 pour la présentation de Miral.

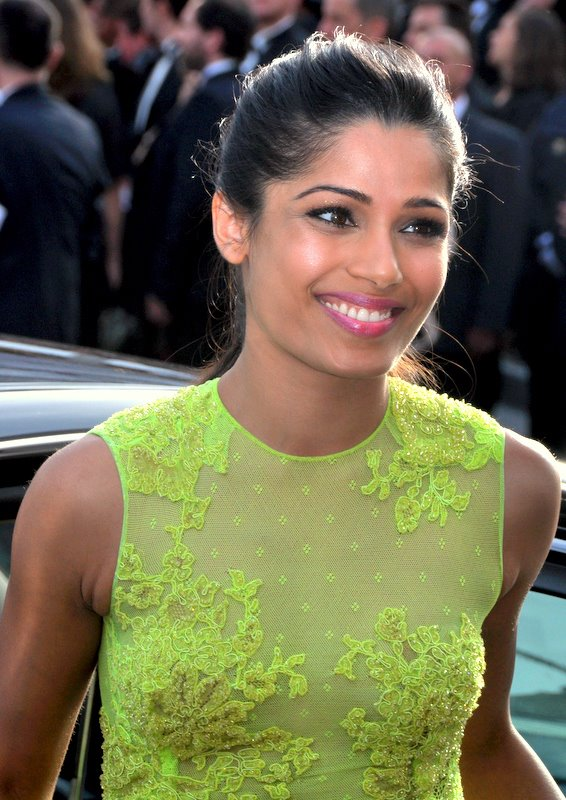
L'actrice au Festival de Cannes 2012, en tant qu'égérie L'Oréal.

Côté comédie, elle enchaîne avec des projets très différents : En 2010, elle tient d'abord le rôle principal du drame indépendant Miral, abordant le conflit israélo-palestinien, réalisé par Julian Schnabel et Woody Allen lui confie le rôle d'une jeune étudiante dans sa comédie dramatique chorale, bien reçue par la profession, Vous allez rencontrer un bel et sombre inconnu. Le film de Schnabel est accueilli positivement par la critique mais étant sorti dans un nombre de salles restreint, il ne rencontre pas son public. Tandis que la comédie de Woody Allen rencontre un succès mitigé.  
En 2011, elle s'aventure dans le blockbuster, en tenant le premier rôle féminin du péplum Les Immortels, de Tarsem Singh. Mettant en scène Henry Cavill dans le rôle de Thésée, Mickey Rourke dans celui de Hypérion et Freida Pinto en Phèdre. Cette production séduit dans l'ensemble la critique et obtient la première place lors de sa sortie au box office, générant plus de 226 millions de dollars de recettes.  
Cette même année, elle est envisagée pour remplacer Emma Stone, un temps pressentie pour rejoindre la distribution de Sucker Punch mais Jamie Chung lui est finalement préférée. 
Elle donne la réplique à James Franco dans le blockbuster La Planète des singes : Les Origines  de Rupert Wyatt, un large succès critique et commercial, qui marque le début d'une nouvelle trilogie. Comme Franco, elle sera néanmoins écartée pour la suite mise en chantier, sous la direction d'un autre cinéaste.
C'est au drame Trishna, qui lui permet de raconter une seconde fois le parcours d'une jeune femme indienne, qu'elle doit un retour critique positif unanime. Ce drame écrit et réalisé par Michael Winterbottom est en effet salué par la profession en 2012.
En revanche, sortis en 2013 et 2015, la co-production internationale Or Noir et le drame indépendant Desert Dancer, sont des échecs critiques et commerciaux. En effet, ses deux films passent inaperçus,. Elle reste néanmoins une figure médiatique omniprésente, comme l'atteste son apparition, en strip-teaseuse, dans le clip Gorilla de Bruno Mars, dévoilé en octobre 2013.
En 2015, elle fait partie du casting quatre étoiles réuni par Terrence Malick pour son septième long-métrage, le drame indépendant Knight of Cups. L'œuvre séduit la critique mais réalise une piètre performance au box office.  Cette même année, elle est le premier rôle féminin du film d'action Blunt Force Trauma avec Mickey Rourke et Ryan Kwanten, mais le projet sort dans l'indifférence générale.

### Doublage et télévision (2017-présent)
Il s'ensuit, entre 2015 et 2016, de nombreuses participations à des courts métrages avant que l'actrice ne signe son retour sur le devant de la scène en 2017.  
En effet, cette année-là, elle débute à la télévision, en rejoignant la distribution principale de la mini série dramatique Guerrilla. Ce show suit le parcours d'une paire d'activistes dans les années 1970, qui mettent tout en œuvre pour libérer un prisonnier politique à Londres et mènent un mouvement de résistance. Elle partage la vedette avec Idris Elba et Babou Ceesay. La production est saluée par une nomination lors de la cérémonie des Black Reel Awards dans la catégorie Meilleure mini série ou téléfilm. La série est également mise à l'honneur lors de la sixième édition du Festival Série Series de Fontainebleau.  
Côté cinéma, elle se joint à Abigail Breslin, Nathan Fillion, Whoopi Goldberg ou encore Malcolm McDowell pour prêter sa voix à l'un des personnages du film d'animation et de fantaisie, Yamasong: March of the Hollows. Elle partage également la vedette du drame Love Sonia avec Demi Moore. Inspiré de faits réels, ce film raconte l'histoire d'une jeune fille dans le monde du trafic sexuel.
En juin de cette année, elle est honorée lors du Festival du film de Maui par le Shining Star Award. Une récompense honorifique qui encourage un artiste dans sa percée cinématographique. En juillet 2017, il est annoncé que l'actrice décroche un rôle régulier dans la troisième saison de la série télévisée The Path. Elle incarnera Vera, une nouvelle publicitaire élégante qui va avoir une connexion personnelle avec Eddie (joué par Aaron Paul).
Fin 2018, c'est directement sur la plateforme Netflix que sort le long-métrage d'animation Mowgli : La Légende de la jungle, réalisé par Andy Serkis. Dans cette nouvelle adaptation cinématographique du Livre de la jungle de Rudyard Kipling, elle incarne Messua.

## Vie privée
En 2003, elle est en couple avec le journaliste indien Rohan Antao, son agent artistique. Ils se fiancent en 2007, avant qu'elle ne mette un terme à leur relation en 2009. 
En avril 2009, Freida est en couple avec son ancien partenaire dans Slumdog Millionaire, Dev Patel. Us Weekly annonce que, de source indirecte, le couple aurait mis un terme à son idylle, après cinq ans d'amour, en décembre 2014.
En 2017, l'actrice a été en couple avec Ronnie Bacardi, un joueur de polo professionnel, durant une période de moins d’un an. 
Depuis novembre 2019, elle est fiancée au photographe Cory Tran. Ils se sont mariés en 2020. En juin 2021, elle annonce sa première grossesse dont la naissance est prévue pour l’automne de la même année. En novembre 2021, elle a donné naissance à un garçon, prénommé Rumi-Ray.

### Engagements humanitaires

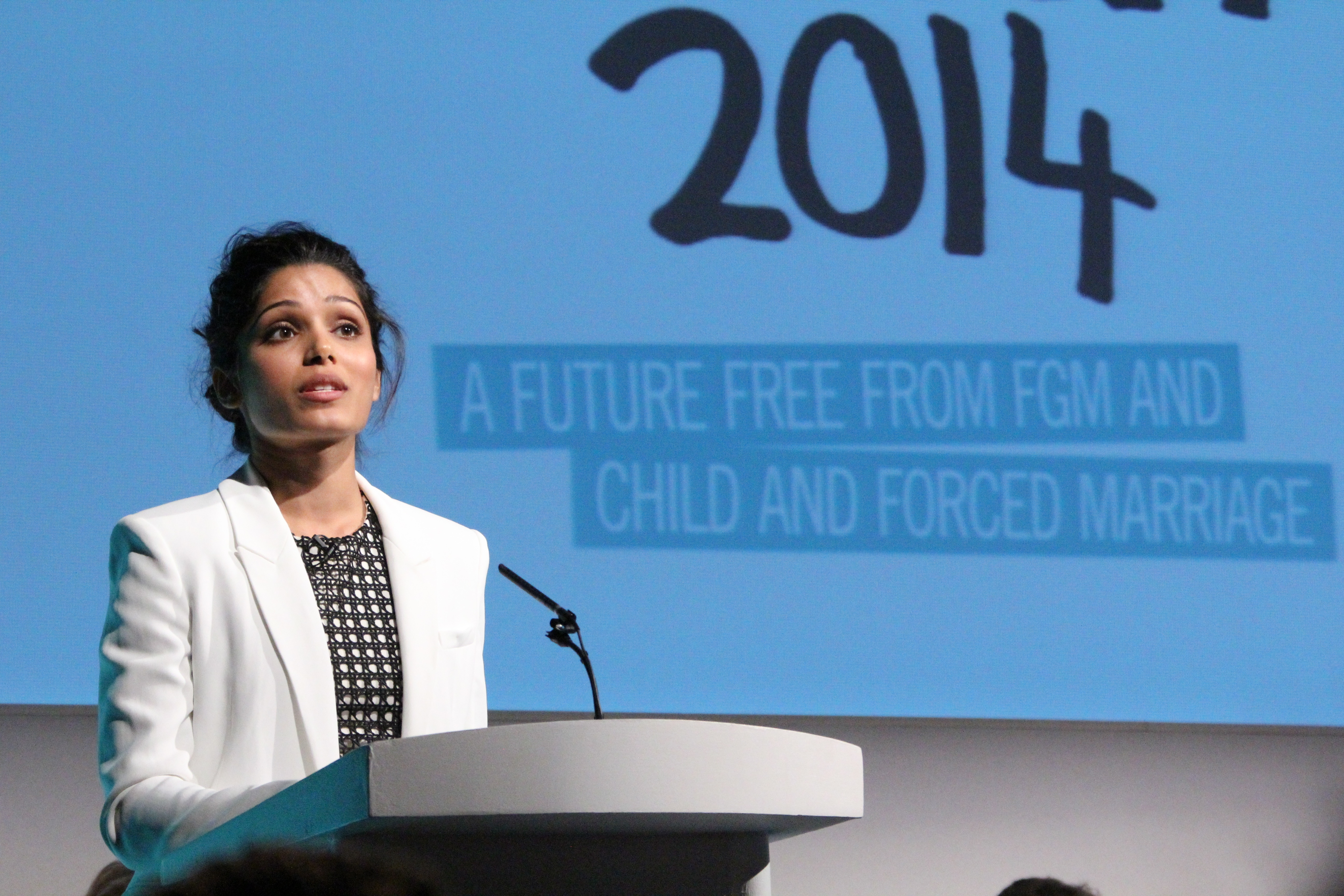
Freida Pinto, en 2014, lors d'un discours pour la campagne internationale Girls Rights.

Parallèlement à sa carrière d'actrice, Freida Pinto s'implique dans plusieurs causes humanitaires et aborde souvent la question de l'épanouissement des femmes et des enfants défavorisés,. Elle cite Angelina Jolie et Malala Yousafzai comme de fortes sources d'inspiration. 
En 2010, elle rejoint Andre Agassi et Steffi Graf dans la fondation Agassi : Elle fait un don de 75 000 dollars pour le programme annuel de collecte de fonds "The 15th Grand Slam for Children" qui aide à accéder à l’éducation pour les enfants défavorisés,. En 2012, elle est nommée ambassadrice internationale de la campagne "Because i am a Girl" qui promeut l'égalité des sexes dans le but de sortir des femmes de la pauvreté,. 
En 2013, Pinto apparait dans le clip vidéo "Chime For Change" de Gucci pour recueillir des fonds et sensibiliser les femmes aux problèmes de l'éducation, de la santé et de la justice. En 2014, elle participe au "Sommet des droits des filles" à Londres, où elle appelle à plus de progrès vers la fin de la mutilation génitale féminine et le mariage forcé des enfants. 
En 2016, l'actrice annonce rejoindre une organisation appelée "We Do It Together" qui finance des longs métrages, des documentaires et des émissions de télévision axés sur l'autonomisation des femmes. 
En 2017, Pinto se joint à l'association Copia, pour collecter les restes du dîner de la soirée des Oscars du cinéma afin de les redistribuer à des associations locales d'aide alimentaire. L'opération « zéro gaspillage, zéro faim », qu'elle mène, permet à plus de 1 000 personnes de bénéficier des mets extravagants de la cérémonie la plus prestigieuse du cinéma.

## Filmographie

### Cinéma
- 2008 : Slumdog Millionaire de Danny Boyle : Latika
- 2010 : Miral de Julian Schnabel : Miral
- 2010 : Vous allez rencontrer un bel et sombre inconnu de Woody Allen : Dia
- 2011 : La Planète des singes : Les Origines (Rise of the Apes) de Rupert Wyatt : Caroline Aranha
- 2011 : Les Immortels de Tarsem Singh : Phèdre
- 2011 : Trishna de Michael Winterbottom : Trishna
- 2012 : Or noir de Jean-Jacques Annaud : Leyla
- 2014 : Desert Dancer : Elaheh
- 2015 : Knight of Cups de Terrence Malick : Helen
- 2015 : Blunt Force Trauma de Ken Sanzel : Colt
- 2015 : Black Knight Decoded (court métrage) : Ahna
- 2016 : Two Bellmen Two (court métrage) : Leila Patel
- 2016 : Past Forward (court métrage) : Woman #2
- 2017 : Yamasong: March of the Hollows de Sam Koji Hale : Geta
- 2017 : Love Sonia de Tabrez Noorani : Rashmi
- 2018 : Mowgli : La Légende de la jungle (Mowgli: Legend of the Jungle) d'Andy Serkis : Messua
- 2019 : Only (film) de Takashi Doscher  : Eva
- 2020 : Love Wedding Repeat : Amanda
- 2020 : Une ode américaine (Hillbilly Elegy) de Ron Howard : Usha
- 2021 : Together Now (en production)
- 2021 : L'Intrusion (Intrusion) d'Adam Salky : Meera
- 2023 : La Liste de Monsieur Malcolm de Emma Holly Jones : Selina

### Télévision

#### Séries télévisées
- 2015 : The Mindy Project : Elle-même (Saison 4 épisode 1)
- 2017 : Guerrilla : Jas Mitra (6 épisodes)
- 2017 : The Path : Vera (rôle régulier - saison 3)

#### Clips
- 2007 : I Promise You de Dal Hothi
- 2013 : Gorilla de Bruno Mars : Isabella

## Distinctions
Sauf indication contraire ou complémentaire, les informations mentionnées dans cette section proviennent de la base de données IMDb.

### Récompenses
- Festival international du film de Palm Springs 2009 : Meilleure interprétation pour Slumdog Millionaire
- Screen Actors Guild Awards 2009 : Meilleure distribution pour Slumdog Millionaire
- Festival du film Maui 2017 : Shining Star Award[25]

### Nominations
- BAFTA Awards 2009 : Meilleure actrice dans un second rôle pour Slumdog Millionaire
- Central Ohio Film Critics Association Awards 2009 : Meilleure distribution pour Slumdog Millionaire
- MTV Movie & TV Awards 2009 :
  - Meilleure interprétation féminine pour Slumdog Millionaire
  - Meilleur baiser pour Slumdog Millionaire, partagé avec Dev Patel
- Teen Choice Awards 2009 :
  - Meilleure actrice dans un film dramatique pour Slumdog Millionaire
  - Meilleure révélation féminine pour Slumdog Millionaire
  - Meilleur baiser pour Slumdog Millionaire, partagé avec Dev Patel